# Г̑
Г̑/г̑（帶反短音符的Ge；斜體：Г̑/г̑）是一個西里爾字母。
此字母僅使用於阿留申語，用於標示濁小舌擦音 /ʁ/。這個字母對應到拉丁字母的Ĝ/ĝ。